# Politiken
Politiken (duń. Dagbladet Politiken; [pʰoliˈtˢigən]) – duński dziennik, wydawany od 1 października 1884. Aktualnym wydawcą jest JP/Politikens Hus, redakcja dziennika mieści się w Kopenhadze, a nakład wynosi około 130 tys. egzemplarzy.
Pierwotny format dziennika był nowatorskim rozwiązaniem na skalę światową. Gazeta miała wymiary 100x50 centymetrów, cztery strony i sześć kolumn. Format przystosowany był do drewnianych listew, do których przytwierdzano gazety i czytano je tylko w miejscach do tego przystosowanych: w kawiarniach i bibliotekach. Pierwszy numeru Politiken miał 2 tys. egzemplarzy nakładu i przeznaczony był głównie do takich punktów. Duże zainteresowanie nową pozycją doprowadziło do uruchomienia przez wydawcę prenumeraty i sprzedaży detalicznej. W ciągu pierwszych czterech lat nakład wzrósł do 10 tys. egzemplarzy.
Wydawca dziennika jest sponsorem największego w Danii szachowego turnieju otwartego, Politiken Cup, który rozgrywany jest od 1979. Angażuje się w aktywne wspieranie ekologii. Redaktor naczelny Christian Jensen bierze udział w międzynarodowych kongresach i debatach na temat klimatu.